# Бюль (Верхний Рейн)
Бюль (фр. Buhl) — коммуна на северо-востоке Франции в регионе Гранд-Эст (бывший Эльзас — Шампань — Арденны — Лотарингия), департамент Верхний Рейн, округ Тан — Гебвиллер, кантон Гебвиллер. До марта 2015 года коммуна административно входила в состав кантон Гебвиллер (округ Гебвиллер).
Площадь коммуны — 8,8 км², население — 3190 человек (2006) с тенденцией к росту: 3310 человек (2012), плотность населения — 376,1 чел/км².

## Население
Численность населения коммуны в 2011 году составляла 3265 человек, а в 2012 году — 3310 человек.
| 1962 | 1968 | 1975 | 1982 | 1990 | 1999 | 2006 | 2011 | 2012 |
| ---- | ---- | ---- | ---- | ---- | ---- | ---- | ---- | ---- |
| 2931 | 2945 | 3048 | 2674 | 2755 | 3079 | 3190 | 3265 | 3310 |

Динамика населения:

## Экономика
В 2010 году из 2086 человек трудоспособного возраста (от 15 до 64 лет) 1561 были экономически активными, 525 — неактивными (показатель активности 74,8%, в 1999 году — 71,6%). Из 1561 активных трудоспособных жителей работали 1380 человек (744 мужчины и 636 женщин), 181 числились безработными (80 мужчин и 101 женщина). Среди 525 трудоспособных неактивных граждан 171 были учениками либо студентами, 184 — пенсионерами, а ещё 170 — были неактивны в силу других причин.
На протяжении 2011 года в коммуне числилось 1323 облагаемых налогом домохозяйства, в которых проживало 3236,5 человек. При этом медиана доходов составила 19503 евро на одного налогоплательщика.